# Agnès Aubé
Pour les articles homonymes, voir Aubé.
Agnès Aubé, née le 12 avril 1948 à Saint-Mards-en-Othe (Aube), est une comédienne française.

## Biographie
Elle intègre ensuite l’atelier théâtre et danse de Werner Büchler.
C’est au cours Simon, dans la classe de David Sztulman qu’elle se perfectionne, puis à l’atelier Bernard Pisani.
Sa carrière de comédienne se poursuit par des participations dans diverses productions à la Comédie Française, à l’Opéra Garnier et Bastille.
Ainsi qu'au cinéma et à la télévision où elle interprète Danièle, rôle récurrent dans la série Scènes de ménages sur M6 aux côtés de Marion Game et de Gérard Hernandez.
Elle participe à la remise des César 2011 au côté du comédien Jean-Paul Rouve.
Passionnée depuis toujours par l'écriture, elle publie également ses propres recueils de poèmes et obtient un prix d’honneur en 1973.

## Théâtre
- 1992 : La visite de la vieille dame de Friedrich Dürrenmatt, mise en scène : Werner Büchler - Théâtre Confluences, Paris et Centre Culturel de Boulogne-Billancourt
- 1993 : Le Manège, création et mise en scène de Werner Büchler - Théâtre Confluences, Paris
- 1999-2001 : Britannicus de Jean Racine, mise en scène : Bernard Pisani (Rôle : Albine) - Auditorium Saint-Germain des Près (30 représentations) et tournée en France[5]
- 2001-2003 : Ruy Blas de Victor Hugo, mise en scène : Brigitte Jaques-Wajeman (Rôle : une duègne) - Comédie Française (185 Représentations)
- 2005 : Britannicus de Jean Racine, mise en scène : Bernard Pisani (Rôle : Albine) - Théâtre de Charenton et Tournée en France
- 2008 : Faux semblants de Guy Foissy, mise en scène : Gérard Foucher - Café-théâtre Le Bout et Théâtre de Nesles (Paris)[6]
- 2009 : Faux semblants de Guy Foissy, mise en scène : Gérard Foucher - Festival Le Off d'Avignon 2009
- 2010 : Pigeon vole de Georges Berdot, mise en scène : Bernard Pisani - Festival Le Off d'Avignon 2010[7]
- 2014-2015 : Lilly de Margaux Cipriani, pièce écrite et mise en scène : Margaux Cipriani[8]
- 2010-2016 : Un fil à la patte de Georges Feydeau, mise en scène : Jérôme Deschamps (Rôle : la mère de la mariée) - Comédie Française[1]

### Scènes lyriques
- 2006 : Iphigénie en Tauride de Christoph Willibald Gluck, mise en scène : Krzysztof Warlikowski - Opéra Garnier[9]
- 2007 : Pygmalion, le fils du roi, spectacle musical de Matthew Gonder - Concept Créatif Pierre Cardin
- 2007 : Pelléas et Mélisande de Claude Debussy, mise en scène : Jean-Louis Martinoty - Théâtre des Champs-Élysées[10]
- 2008 : The Rake's Progress d'Igor Stravinsky, mise en scène : Olivier Py - Opéra Garnier
- 2008 : Iphigénie en Tauride de Christoph Willibald Gluck, mise en scène : Krzysztof Warlikowski - Opéra Garnier (reprise)
- 2009 : La Bohème de Giacomo Puccini, mise en scène : Jonathan Miller - Opéra Bastille[11]
- 2009 : Macbeth de Giuseppe Verdi, mise en scène : Dmitri Tcherniakov - Opéra Bastille[12]
- 2010 : Pelléas et Mélisande de Claude Debussy, mise en scène : Stéphane Braunschweig - Opéra comique de Paris
- 2012 : The Rake's Progress d'Igor Stravinsky, mise en scène : Olivier Py - Opéra Garnier (reprise)
- 2012 : Carmen de Georges Bizet, mise en scène : Yves Beaunesne - Opéra Bastille
- 2014 : Pelléas et Mélisande de Claude Debussy, mise en scène : Stéphane Braunschweig - Opéra comique de Paris (reprise)
- 2014 : La Bohème de Giacomo Puccini, mise en scène : Jonathan Miller - Opéra Bastille (reprise)
- 2014-2015 : La Clémence de Titus de Wolfgang Amadeus Mozart, mise en scène : Denis Podalydès - Théâtre des Champs-Élysées et Esplanade Saint-Étienne[13]
- 2016 : Mithridate, roi du Pont de Wolfgang Amadeus Mozart, mise en scène de Clément Hervieu-Léger - Théâtre des Champs-Elysées et Opéra de Dijon
- 2016-2021 : Iphigénie en Tauride de Christoph Willibald Gluck, mise en scène : Krzysztof Warlikowski - Opéra Garnier (reprise)
- 2017-2021 : Pelléas et Mélisande – mise en scène : Eric Ruf - Théâtre des Champs Elysées
- 2023 : Hamlet d'Ambroise Thomas - mise en scène : Krzysztof Warlikowski - Opéra Bastille, Paris
- 2024 : The Rake's Progress d'Igor Stravinsky - mise en scène : Olivier Py - Opéra Garnier[14]
- 2025 : Werther de Jules Massenet -  mise en scène : Christof Loy - Théâtre des Champs-Elysées[15], Paris

## Filmographie

### Cinéma

#### Longs métrages
- 2003 : Deux Frères - Réalisation : Jean-Jacques Annaud
- 2003 : Je suis un assassin de Thomas Vincent[16] La dame à la dédicace.
- 2004 : De battre mon cœur s'est arrêté de Jacques Audiard[17]
- 2004 : Il ne faut jurer de rien ! d'Eric Civanyan
- 2004 : Palais Royal ! de Valérie Lemercier  (Membre de la famille royale)
- 2005 : Aurore de Nils Tavernier
- 2005 : Enfermés dehors d'Albert Dupontel  (SDF)
- 2005 : Gabrielle de Patrice Chéreau
- 2005 : La Faute à Fidel ! de Julie Gavras (Religieuse Professeur)
- 2005 : Les Brigades du tigre de Jérôme Cornuau  (Marchande de café)
- 2006 : Molière ou le comédien malgré lui de Laurent Tirard
- 2006 : Jean de la Fontaine, le défi de Daniel Vigne
- 2006 : La Môme d'Olivier Dahan
- 2006 : Marie Besnard, l'empoisonneuse de Christian Faure (Commère)
- 2006 : Nos amis les Terriens de Bernard Werber
- 2007 : Louise Michel de Benoît Delépine et Gustave Kervern[18]   (La Veuve)
- 2008 : Micmacs à tire-larigot de Jean-Pierre Jeunet
- 2010 : Liaisons, film franco-canadien d'Andreï Campeanu (rôle : Madeleine Prévost)
- 2015 : Five d'Igor Gotesman (Rôle : professeur de philosophie)
- 2017 : La Douleur réalisé par Emmanuel Finkiel (rôle d'une déportée)
- 2020 : Sol de Jezabel Marquès Nakache
- 2024 : Roqya de Said Belktibia (Rôle : habitante de la cité)
- 2025 : Pushing past the bad de Penny Allen (Rôle : Ma)

#### Courts et moyens métrages
- 1994 : L'Ail des Ours, court métrage de Stéphan Aubé
- 2002 : Trompe d'Eustache, court métrage de Julien Miquel
- 2005 : Le Livre des morts de Belleville, moyen métrage de Jean-Jacques Joudiau[19]
- 2007 : C'est mythique - La Passion des amours, court métrage d'Olivia Darcol
- 2007 : La Tête au chaud, les pieds dans l'eau, comédie fantastique d'Olivia Darcol
- 2007 : Le Bal des Finissantes, court métrage de Sorène Prévost
- 2011 : Renée de Jézabel Marquès Nakache - Sélectionné au 15e festival du court à l'Alpe d'Huez[20]
- 2020 : Voyeurs, Un œil averti, court métrage d'Arthur Delaire et Edouard de Luze - Takt production - Rôle : Simone, la femme du voyeur

### Télévision
- 2003 : PJ, série télévisée (France 2) de Gérard Vergez - Saison 11 - Épisode 7 : '"Abus de faiblesse" (rôle : un membre de la secte)
- 2007 : Clémentine, téléfilm (France 2) de Denys Granier-Deferre   (Déportée)
- 2008 : Guy Môquet, un amour fusillé, téléfilm (France 2) de Philippe Bérenger
- 2009 : Engrenage (Saison 3), téléfilm (Canal +) de Jean-Marc Brondolo (rôle : employée du cimetière)[21]
- 2011 : Cérémonie des Césars, Canal + : – Remise du César du meilleur documentaire avec Jean-Paul Rouve[3],[22]
- 2011-2019 : Scènes de ménages, série télévisée diffusée sur M6 (rôle : Danièle, amie d'Huguette)
- 2012 : Les Vieux Calibres, téléfilm (France 3) de Marcel Bluwal et Serge de Closets (Rôle : Madame Auburtin)[23]
- 2013-2020: Groland, série télévisée diffusée sur Canal + (divers rôles)
- 2014 : Chiens et Chats, pilote de la série réalisé par Frédéric Azar (rôle : madame Babulot)
- 2014 : WorkinGirls de Sylvain Fusée (Rôle : (la Prisonnière)

### Spots publicitaires
- 2010 : Deux spots publicitaires pour les jouets Joupi, Mamie punie et Mamie en danger - Agence de production : Marcassin, réalisation : Gabriel Malaprade (diffusés sur TF1, M6, France Télévision)
- 2013 : Les soeurs Tatin (The Big Name PMU) avec Sylvie Huguel
- Spot publicitaire pour la MACIF - réalisation : Luc Wouters

### Clips musicaux
- 2020 : Impératrice-Fou - Réalisation : Edie Blanchard
- 2020 : Ma blonde Eko Eko - Réalisation : Thibault Catendem